# 天主教波托維耶霍總教區
天主教波托維耶霍總教區（拉丁語：Archidioecesis Portus Veteris）是厄瓜多爾一個羅馬天主教教省總教區，下轄一個教區。此總教區是該國四個總教區之一。

## 歷史
波托維耶霍教區於1870年3月23日設立，1994年2月25日升為總教區。

## 現況
總教區位於馬納維省，2004年時有教友1,091,143人（佔轄區總人口92.0%）、七十八個堂區和116名司鐸。現任總主教為愛德華·若瑟·卡斯蒂略-皮諾，輔理主教為雲先·歐拉西奧·賽特羅斯-謝拉，榮休總主教為若瑟·瑪略·魯伊斯-納瓦斯和老楞佐·沃爾托利尼。